# Оби (острова)
Острова О́би — группа островов (архипелаг) в восточной части Индонезии, южнее острова Хальмахера (Молуккские острова). Находятся на стыке трех морей — Хальмахера (северо-восток), море Серам (юг) и Молуккского моря на западе.
Общая площадь — 2823 км².
Население — 41 455 человек (2010 г.).
Люди прибыли на тропический остров Оби по крайней мере 18 000 лет назад, успешно живя там следующие 10 000 лет.

## Состав архипелага
Самый большой остров — Оби — имеет овальную форму, 84 км в длину и 47 км в ширину (общая площадь 2542 км). Он вулканического происхождения, в центре расположена гора высотой 1611 м.
Оби окружают шесть более мелких островов кораллового происхождения: Биза, Тарат, Обилати, БелангБеланг (на северо-западе), Тобалай (на востоке) и Гомуму (на юге).
Также в составе архипелага имеется много мелких островов, рифов и отмелей.

## Административное деление
Острова находятся в составе государства Индонезия, входят в провинцию Северное Малуку, округ Южная Хальмахера.
В составе округа Южная Хальмахера острова Оби включают четыре района:
«Оби» — площадь 985 км², население — 14 125 человек.
«Оби Барат» — площадь 89 км², население — 3586 человек
«Оби Селатан» — площадь 1020 км², население — 12 128 человек.
«Оби Тимур» — 586 км², население — 3389 человек.
«Оби Утара» — 142 км², население — 8227 человек (данные 2010 года).
Поселения расположены в основном на острове Оби:
KampungBary,
Tawa,
Rica,
Wai,
Bobo,
Fluk,
Wai Lower,
Kawasi,
Kapala Buaya (остров Биза).

## Климат
Жаркий и влажный, с преобладанием муссонной циркуляции воздуха. Средняя температура 25—28 °С, годовое количество осадков — до 3000 мм.

## Природа
Острова относятся к экваториальному поясу, покрыты влажными тропическими лесами, на берегах — коралловые рифы и мангровые заросли. Биогеографически относятся к Уоллесии. Много эндемичных видов растений и животных.

## Занятие населения
Население заниманиется тропическим земледелием и рыболовством. Развивается туризм. Разрабатываются большие запасы никеля и меди.

## Интересные факты
3 января 2013 года рядом с островами Оби произошло землетрясение магнитудой 5,4.